# 从不，很少，有时，总是
《从不，很少，有时，总是》（英語：Never Rarely Sometimes Always）是2020年英美合拍剧情片，由伊萊莎·希特曼编剧执导，西德尼·弗拉尼根、塔利亚·莱德、西奥多·佩勒林、瑞恩·埃戈爾德和莎朗·范·埃滕出演。影片于2020年1月24日在圣丹斯电影节全球首映，之后入选第70屆柏林影展金熊奖主竞赛单元，最终获得評審團大獎銀熊獎。
影片于2020年3月13日由焦点影业的美国上映。

## 梗概
宾夕法尼亚州两位互为表亲的少女意外怀孕后，踏上了前往纽约堕胎的旅程。

## 阵容
- 西德尼·弗拉尼根飾演奧特姆·卡拉漢（Autumn Callaghan）
- 塔利娅·莱德（Talia Ryder）飾演斯盖拉（Skylar）
- 西奥多·佩勒林（英语：Théodore Pellerin）飾演傑斯帕（Jasper）
- 瑞恩·埃戈爾德飾演泰德（Ted）
- 莎朗·范·埃滕（英语：Sharon Van Etten）飾演母親
- 金·里奥斯·林（Kim Rios Lin）飾演麻醉师
- 德鲁·塞尔兹（Drew Seltzer）飾演经理里克（Rick）
- 卡罗来纳·埃斯皮罗（Carolina Espiro）飾演金融顾问／米歇尔（Michelle）

## 制片
2019年4月，消息指西德尼·弗拉尼根、塔利娅·莱德、西奥多·佩勒林、瑞恩·埃戈爾德和莎朗·范·埃滕加入剧组，伊萊莎·希特曼负责编剧。阿黛尔·罗曼斯基和莎拉·墨菲以她们的粉彩制作公司（Pastel Productions）公司名义担任制片人，而BBC电影和探戈娱乐的罗斯·加内特（Rose Garnett）、蒂姆·海丁顿（Tim Headington）、埃利卡·波特诺（Elika Portnoy）和亚历克斯·奥尔洛夫斯基（Alex Orlovsky）分别代表各自公司担任执行制片人。焦点影业负责发行。
主体拍摄于2019年2月开始。

## 发行
影片于2020年1月24日在圣丹斯电影节全球首映，3月13日在美国上映。

## 评价

### 专业评价
汇总媒体网站爛番茄评论71条，新鲜度99%，平均分8.7/10。网站共识写道：“《从不，很少，有时，总是》用强有力的表演和导演，重审编剧型导演艾丽莎·希特曼是一位罕见的敏锐和优雅的电影制片人”。Metacritic评论15条，平均分92/100，表示“普遍好评”。

### 奖项
影片参与2020年圣丹斯电影节美国剧情片竞赛评审团大奖的角逐，赢得评审团新现实主义大奖。影片也参与第70屆柏林影展主竞赛单元金熊奖的角逐，最终获得电影节第二大奖项評審團大獎銀熊獎。